# Città Vecchia di Gerusalemme
La Città Vecchia di Gerusalemme (in ebraico העיר העתיקה‎?, Ha'Ir Ha'Atiqah, in arabo البلدة القديمة‎?, al-Balda al-Qadīma) è quella parte della città che si trova dentro le mura. Il nucleo originario dell'abitato, invece, chiamato Città di David ed edificato sul monte Sion, è rimasto esternamente alle attuali mura, verso sud.
La Città Vecchia comprende alcuni tra i siti più sacri alle tre religioni monoteiste: il Monte del Tempio ed il Muro Occidentale per gli ebrei; la basilica del Santo Sepolcro per i cristiani; la Cupola della Roccia e la Moschea al-Aqsa per i musulmani. È patrimonio dell'UNESCO dal 1981.
Nonostante il suo nome, l'attuale disposizione della Città Vecchia di Gerusalemme è diversa da quella dei tempi antichi. La maggior parte degli archeologi ritiene che la Città di Davide, un sito archeologico su uno sperone roccioso a sud del Monte del Tempio, fosse il nucleo originario dell'insediamento di Gerusalemme durante l'età del bronzo e del ferro. A volte, l'antica città si estendeva a est e a nord, coprendo il Monte Sion e il Monte del Tempio. La Città Vecchia, come definita dalle mura di Solimano, è quindi spostata un po' più a nord rispetto ai periodi precedenti della storia della città, e più piccola di quanto non fosse stata nel suo apice, durante il tardo periodo del Secondo Tempio. L'attuale assetto della Città Vecchia è stato documentato in modo molto dettagliato, in particolare nelle antiche mappe di Gerusalemme degli ultimi 1.500 anni.

## Status politico
Durante la guerra arabo-israeliana del 1948, la Città Vecchia fu conquistata dalla Giordania e tutti i suoi residenti ebrei furono sfrattati. Durante la Guerra dei Sei Giorni del 1967, che vide combattimenti corpo a corpo sul Monte del Tempio, le forze israeliane catturarono la Città Vecchia insieme al resto di Gerusalemme Est, annettendola successivamente come territorio israeliano e riunendola con la parte occidentale della città. Oggi, il governo israeliano controlla l'intera area, che considera parte della sua capitale nazionale. Tuttavia, la legge su Gerusalemme del 1980, che di fatto annesse Gerusalemme Est a Israele, fu dichiarata nulla dalla risoluzione 478 del Consiglio di sicurezza delle Nazioni Unite. Gerusalemme Est è ora considerata dalla comunità internazionale come parte dei territori palestinesi occupati.

## Storia
Le mura attuali, risalenti agli anni '30 del '500 quando la città era sotto il dominio di Solimano il Magnifico, definiscono un territorio posto a nord della Città di David, distrutta durante la prima guerra giudaica dalle truppe romane comandate da Tito Flavio Vespasiano.
Sion, se non era fortificata al tempo dei Gebusei, lo fu certamente con Davide, mentre suo figlio Salomone occupò la parte settentrionale del colle, la cima Moriah e vi fece costruire il Tempio di JHWH, laddove oggi vi è la Cupola della Roccia (Qubbat al-Ṣakhraʾ in arabo).

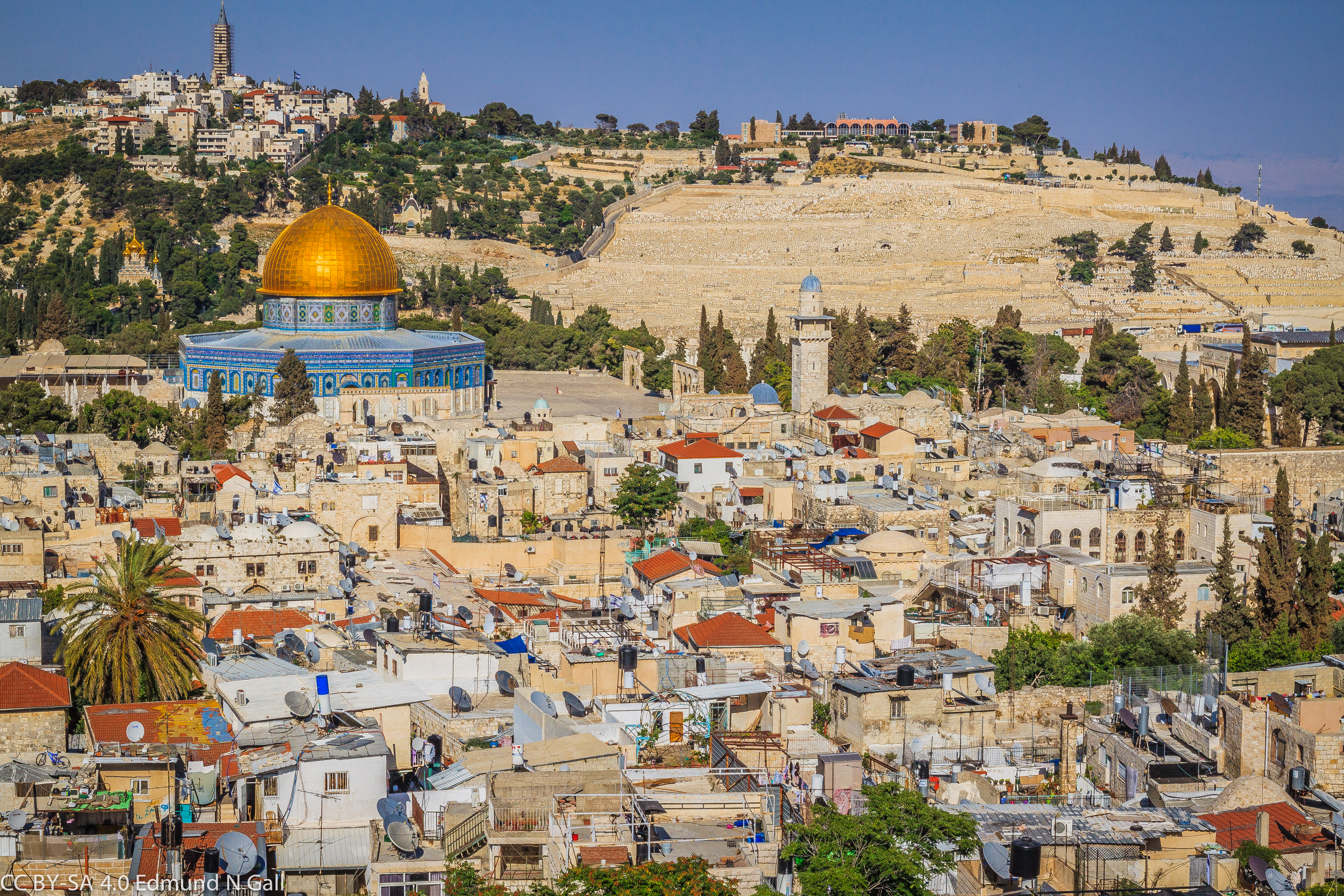
Veduta della Città Vecchia e del Monte degli Ulivi

Al tempo del re riformatore Ezechia le mura percorrevano, oltre al nucleo vecchio, tutti i lati del Gareb, collina ad ovest di Sion. La Città di David, posta a un'altitudine minore, fu detta "Città bassa", mentre la "Città alta" era il Gareb. A nord si stendeva, sul cosiddetto "sperone centrale", una propaggine meridionale del Golgota, la zona del mercato, il maqtesh, anch'esso difeso da mura, dette "di Manasse".
Erode Agrippa I, detto anche "Il Grande", inglobò nella città i suburbi settentrionali, detti mishneh, cioè città nuova.
Dopo Tito, Gerusalemme assume una veste nuova. Il Tempio distrutto venne sostituito dal Tempio di Giove, e la città fu ribattezzata Aelia Capitolina. La maggior estensione della cinta muraria si ebbe in età bizantina, nel V secolo, prima della distruzione da parte dei Persiani nel 614, guidati da Cosroe II.

### Periodo israelita

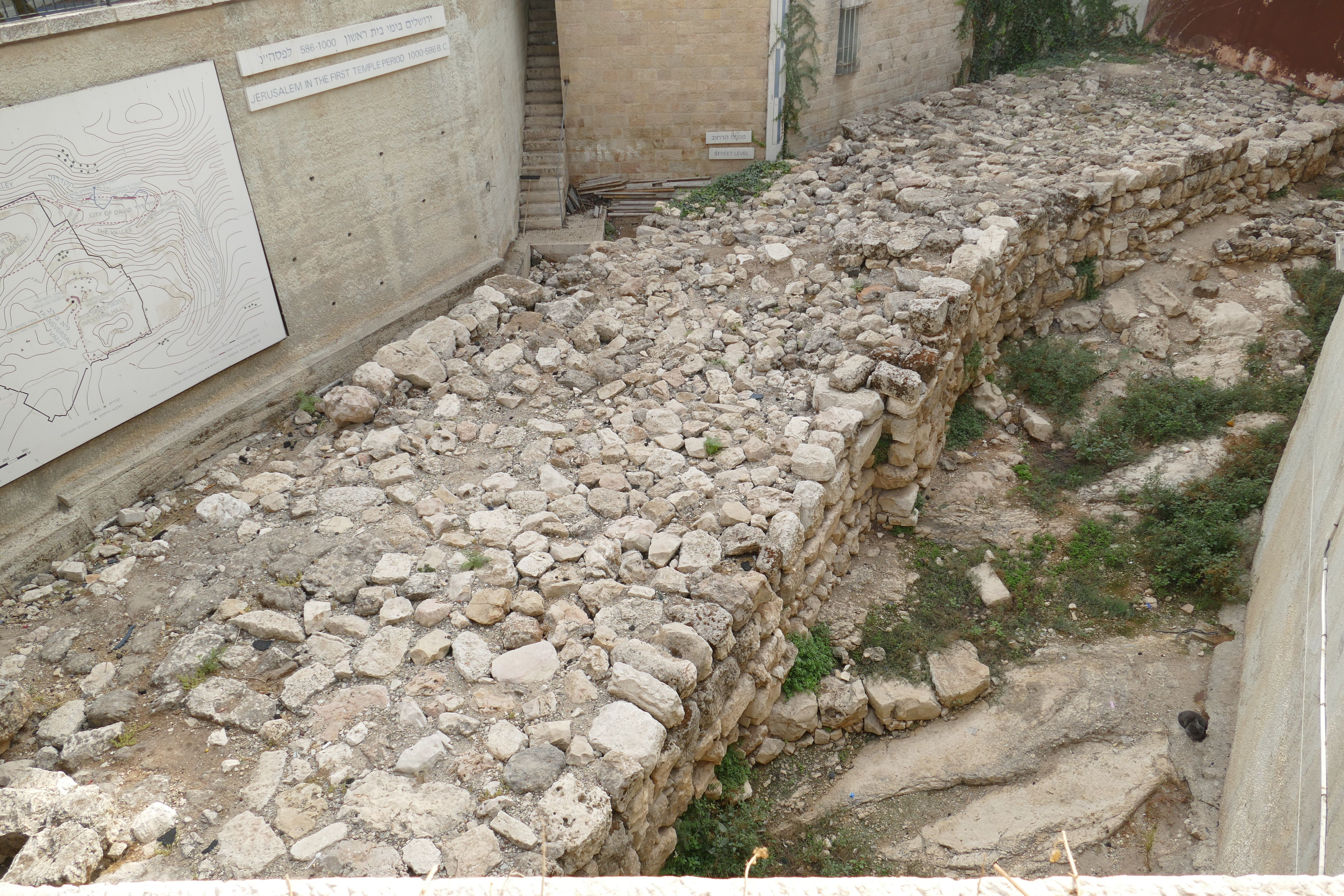
Le Mura Larghe, parte delle mura che circondano la collina occidentale della città, costruite da Ezechia, re di Giuda, durante la fine dell'VIII secolo a.C.

Secondo la Bibbia ebraica, prima della conquista di Gerusalemme da parte del re Davide nell'XI secolo a.C., la città era la patria dei Gebusei. La Bibbia descrive la città come pesantemente fortificata con una forte cinta muraria, un fatto confermato dall'archeologia. La Bibbia chiama la città governata dal re Davide come la Città di Davide, in ebraico Ir David, che è stata identificata a sud-est delle mura della Città Vecchia, fuori dalla Porta del Letame. Nella Bibbia, il figlio di Davide, il re Salomone, estese le mura della città per includere il Tempio e il Monte del Tempio. Dopo la divisione del Regno Unito di Israele, le tribù meridionali rimasero a Gerusalemme, con la città che divenne la capitale del Regno di Giuda.
Gerusalemme si estese in gran parte verso ovest dopo la distruzione neo-assira del Regno settentrionale di Israele e il conseguente afflusso di rifugiati. Il re Ezechia si era preparato per un'invasione assira fortificando le mura della capitale, costruendo torri e costruendo un tunnel per portare acqua fresca alla città da una sorgente fuori delle sue mura. Fece almeno due importanti preparativi che avrebbero aiutato Gerusalemme a resistere alla conquista: la costruzione del Tunnel di Siloe e la costruzione del Muro Largo.
Il periodo del Primo Tempio terminò intorno al 586 a.C., quando l'impero neo-babilonese di Nabucodonosor conquistò Giuda e Gerusalemme e devastò il Tempio di Salomone e la città.

## Quartieri

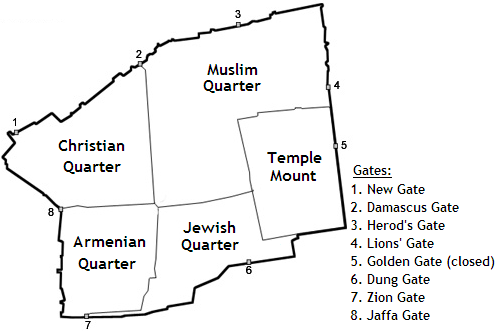
Mappa dei quartieri della città vecchia

La città vecchia consta di quattro quartieri: cristiano, ebraico, musulmano e armeno. I quartieri sono divisi da strutture dell'antica città romana: la zona ovest, cristiana ed armena, è separata da quella musulmana ed ebraica dal cardo maximus, mentre è il decumano, con asse est-ovest, a dividere i quartieri cristiano e musulmano a nord, dall'armeno e dall'ebraico a sud.

### Quartiere Musulmano

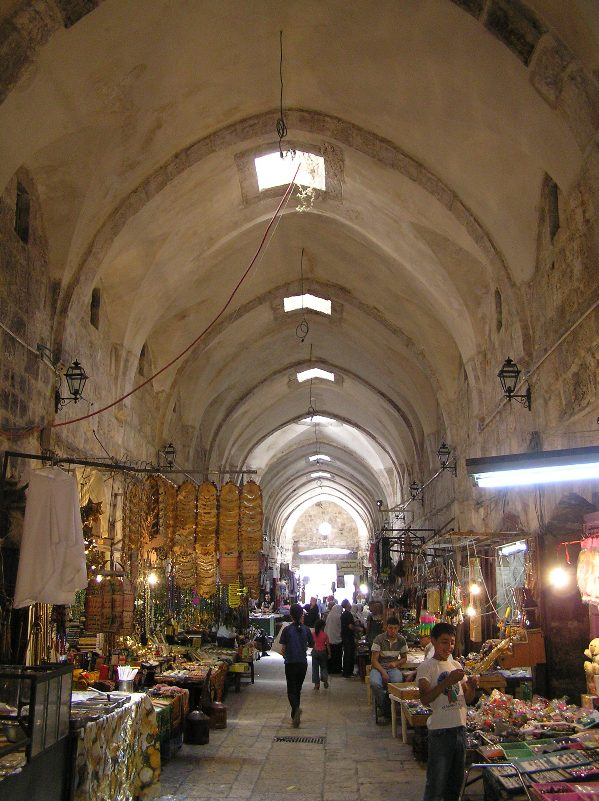
Quartiere musulmano

Il Quartiere Musulmano (in arabo: حارَة المُسلِمين, Hārat al-Muslimīn) è il più grande e il più popoloso dei quattro quartieri ed è situato nell'angolo nord-orientale della Città Vecchia, estendendosi dalla Porta dei Leoni a est, lungo il muro settentrionale del Monte del Tempio a sud, fino al Muro Occidentale – Porta di Damasco a ovest. Durante il mandato britannico, Sir Ronald Storrs si imbarcò in un progetto per riabilitare il mercato del cotone, che era stato gravemente trascurato sotto i turchi. La descrive come una latrina pubblica con mucchi di detriti alti fino a un metro e mezzo. Con l'aiuto della Società Pro-Gerusalemme, le volte, il tetto e le pareti furono restaurati e furono portati telai per fornire lavoro.
Come gli altri tre quarti della Città Vecchia, fino alle rivolte del 1929 il quartiere musulmano aveva una popolazione mista di musulmani, cristiani e anche ebrei. Oggi ci sono "molte case di coloni israeliani" e "diverse yeshivah", tra cui la Yeshivat Ateret Yerushalayim, nel quartiere musulmano. La sua popolazione era di 21.850 abitanti nel 2020.

### Quartiere Cristiano

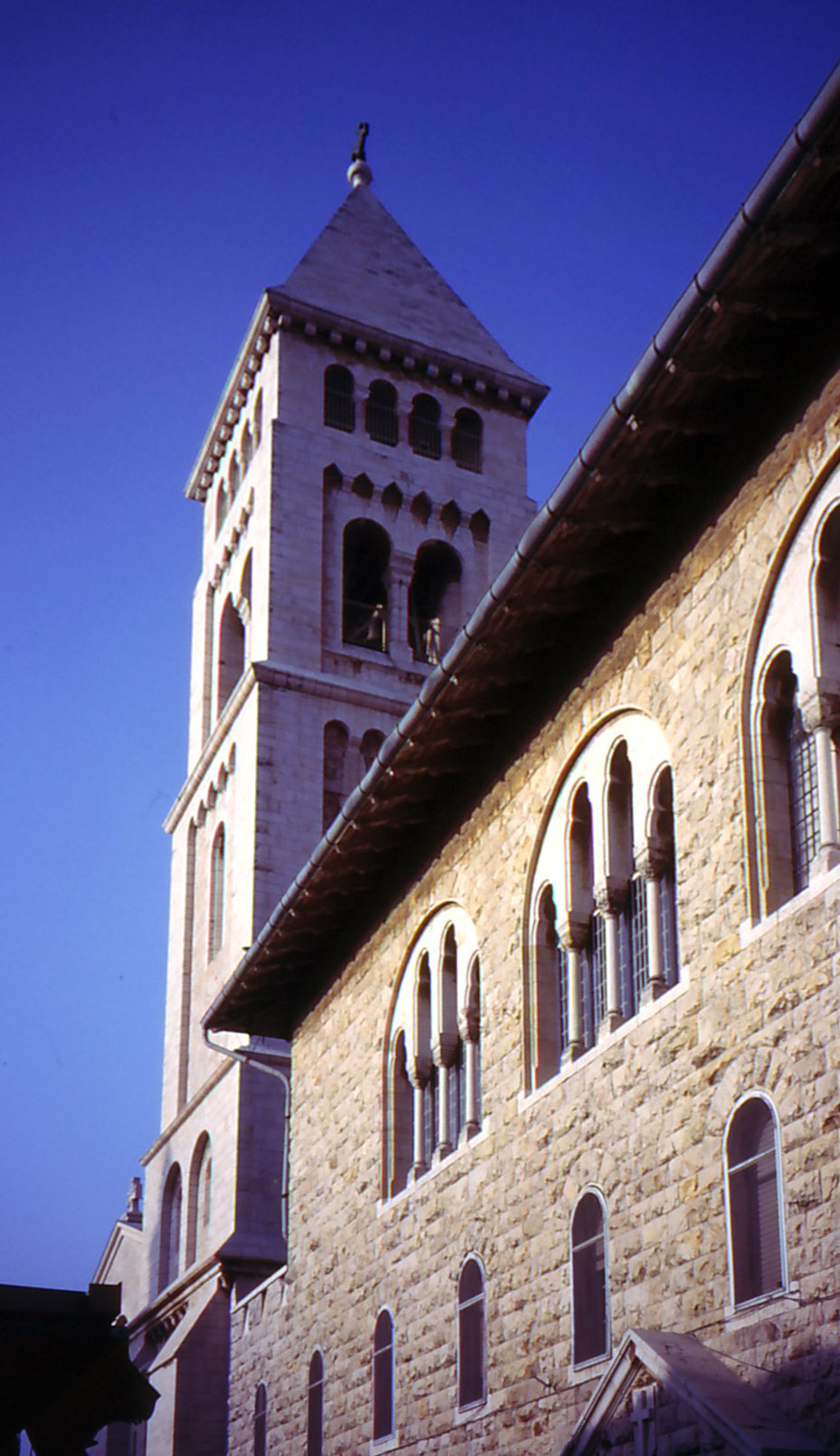
Chiesa del Redentore nel quartiere cristiano

Il Quartiere Cristiano (in arabo: حارة النصارى, Ḩārat an-Naşāra) è situato nell'angolo nord-occidentale della Città Vecchia, che si estende dalla Porta Nuova a nord, lungo il muro occidentale della Città Vecchia fino alla Porta di Giaffa, lungo la Porta di Giaffa - Muro Occidentale a sud, al confine con i quartieri ebraico e armeno, fino alla Porta di Damasco a est, dove confina con il quartiere musulmano. Il quartiere ospita la Chiesa del Santo Sepolcro, considerata da molti il luogo più sacro della cristianità. La sua popolazione era di 3.870 abitanti nel 2020. 

### Quartiere Armeno
Il quartiere armeno (in armeno: Հայկական Թաղամաս, Haygagan T'aġamas, in arabo: حارة الأرمن, Ḩārat al-Arman) è il più piccolo dei quattro quartieri della Città Vecchia. Sebbene gli armeni siano cristiani, il quartiere armeno è distinto dal quartiere cristiano. 

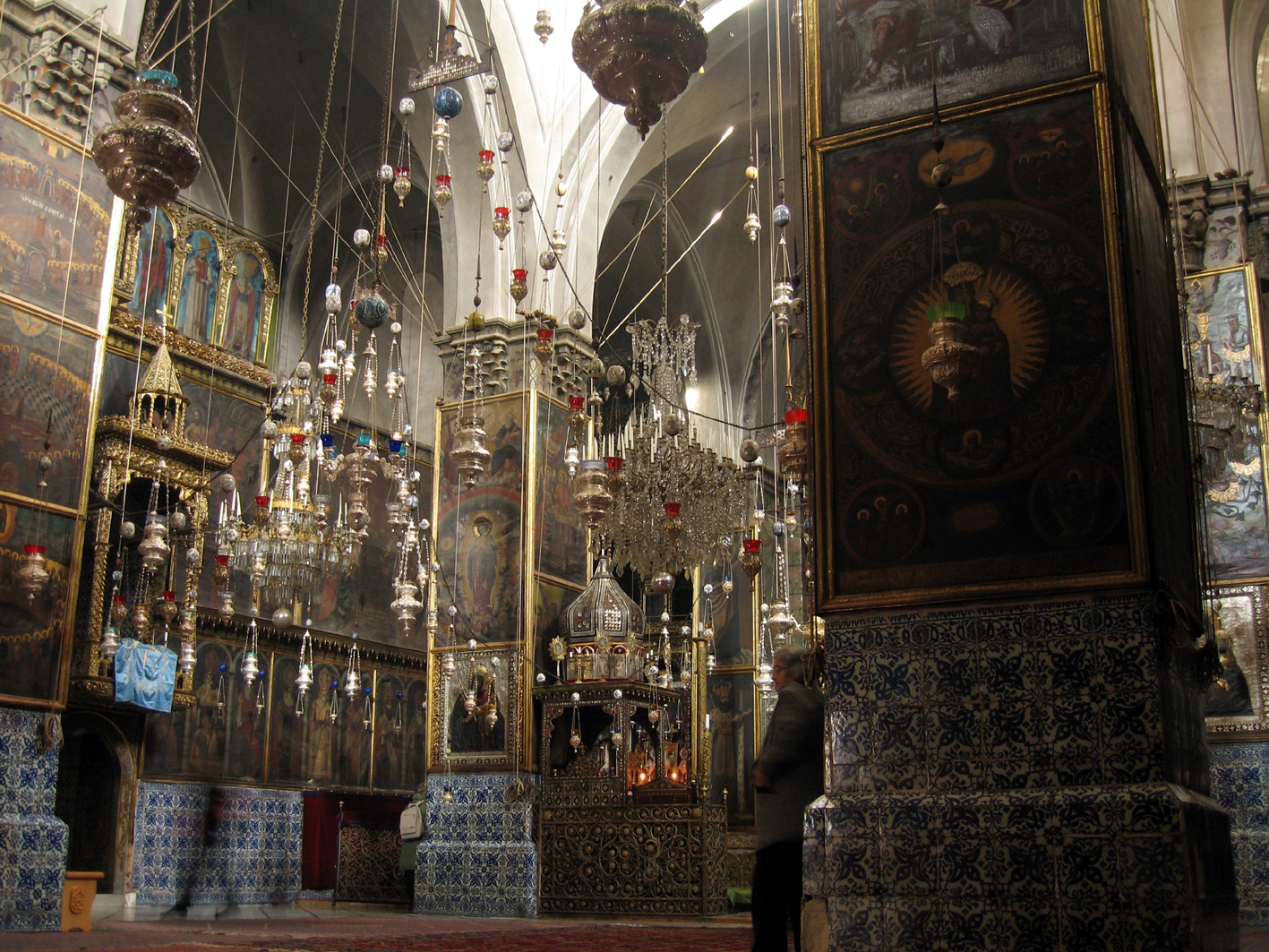
Cattedrale di San Giacomo nel quartiere armeno

Nonostante le piccole dimensioni e la popolazione di questo quartiere, gli armeni e il loro patriarcato rimangono fermamente indipendenti e formano una presenza vigorosa nella Città Vecchia. Dopo la guerra arabo-israeliana del 1948, i quattro quartieri della città passarono sotto il controllo giordano. Secondo uno studio del 2007, il quartiere ospitava 2.424 persone (il 6,55% del totale della Città Vecchia). La popolazione era di 2.160 abitanti nel 2020.

### Quartiere Ebraico

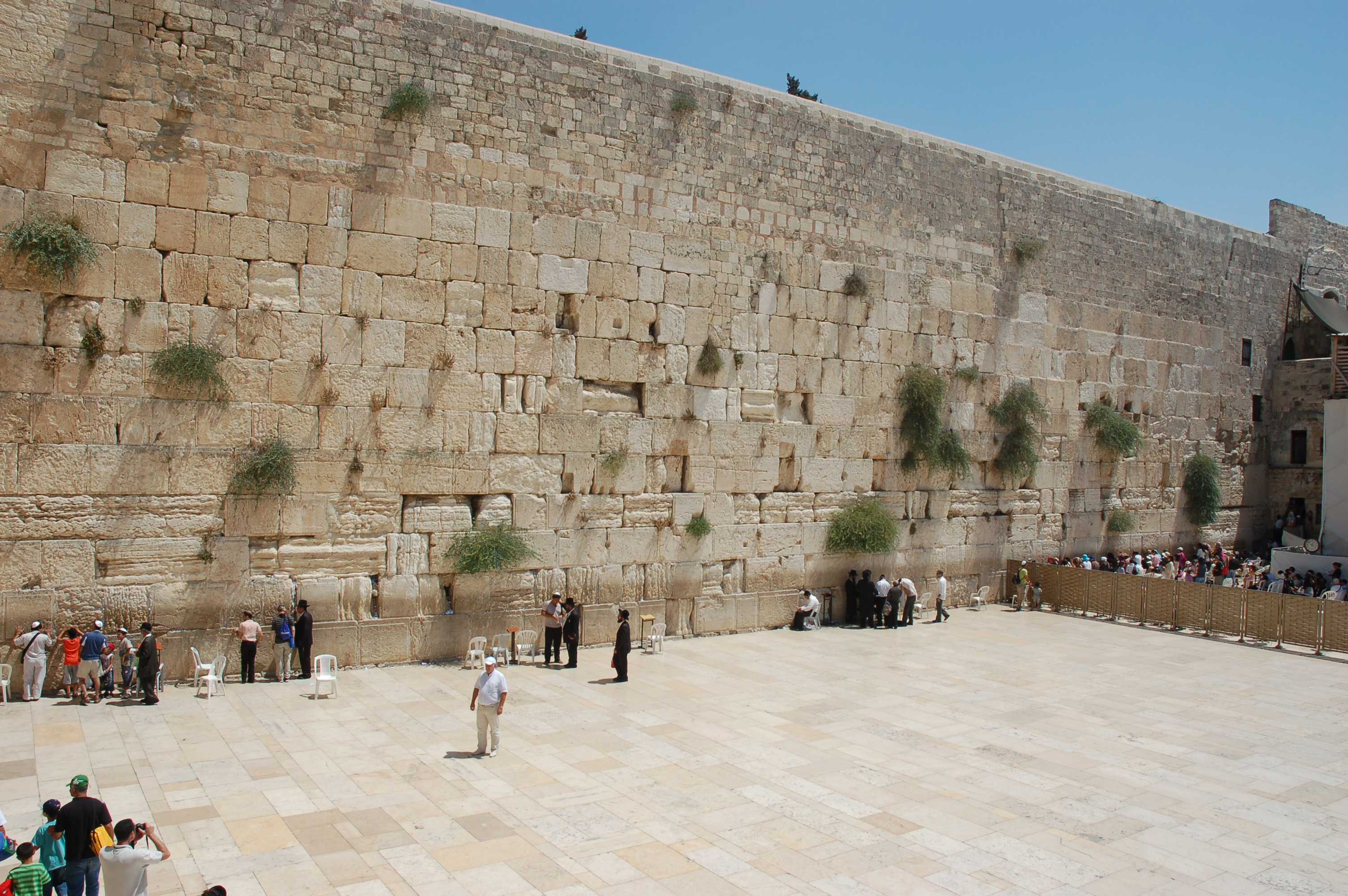
Il Muro Occidentale e la Piazza del Muro Occidentale

Il quartiere ebraico (in ebraico: הרובע היהודי, HaRova HaYehudi, noto colloquialmente ai residenti come HaRova, in arabo: حارة اليهود, Ḩārat al-Yahūd) si trova nel settore sud-orientale della città murata, e si estende dalla Porta di Sion a sud, confinando con il quartiere armeno a ovest, lungo il Cardo fino a Chain Street a nord e si estende a est fino al Muro Occidentale e al Monte del Tempio. Il quartiere ha una ricca storia, con diversi lunghi periodi di presenza ebraica che coprono gran parte del tempo a partire dall'VIII secolo a.C. Nel 1948, la sua popolazione di circa 2.000 ebrei fu assediata e costretta ad andarsene in massa. Il quartiere fu completamente bombardato durante la battaglia di Gerusalemme. 

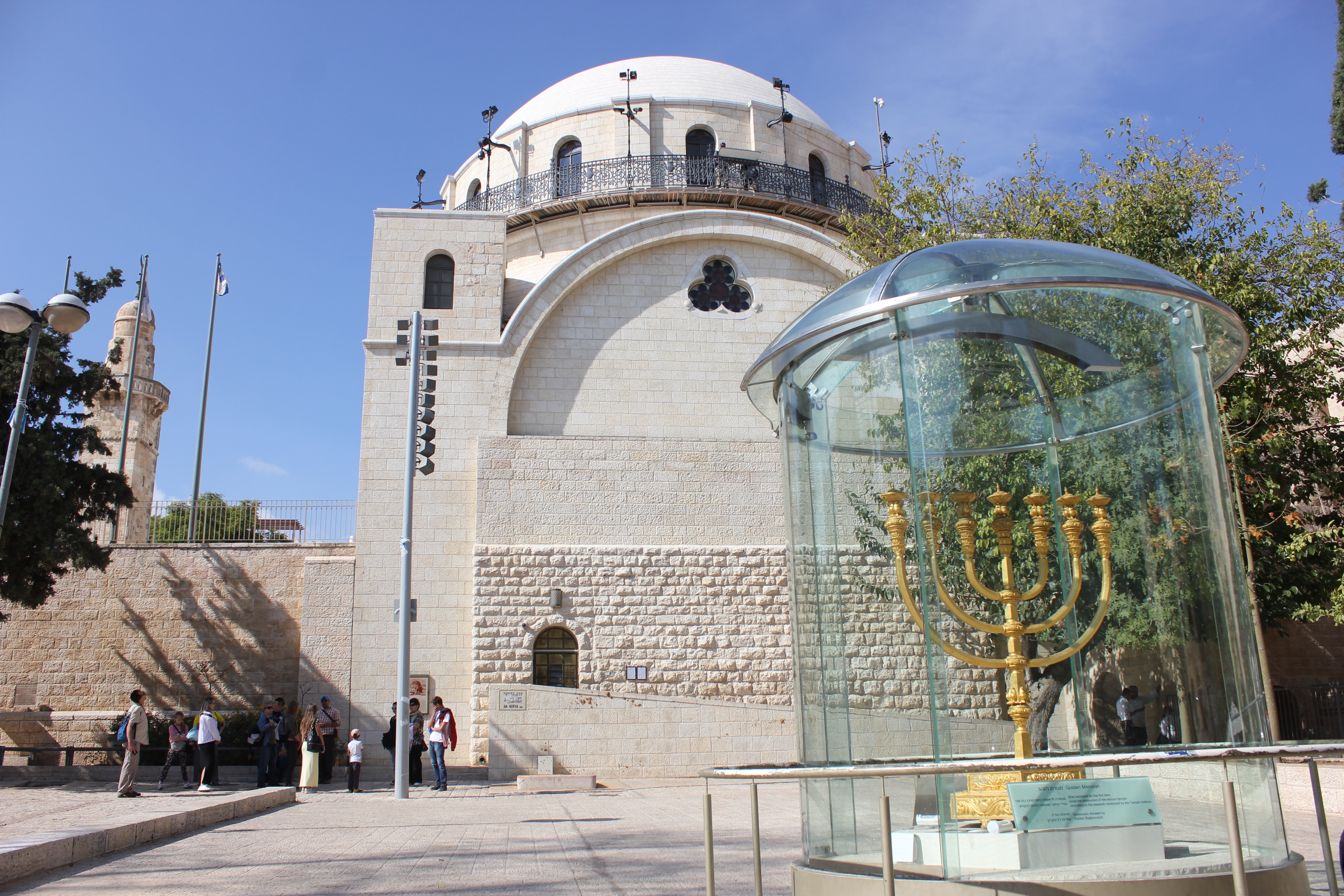
Sinagoga di Hurva

Il quartiere ebraico rimase sotto il controllo giordano fino alla sua riconquista da parte dei paracadutisti israeliani nella Guerra dei Sei Giorni del 1967. Pochi giorni dopo, le autorità israeliane hanno ordinato la demolizione dell'adiacente quartiere marocchino, trasferendo con la forza tutti i suoi abitanti, al fine di facilitare l'accesso del pubblico al Muro Occidentale. 195 proprietà – sinagoghe, yeshivah e appartamenti – furono registrate come ebraiche e caddero sotto il controllo del Custode delle Proprietà Nemiche della Giordania. La maggior parte sono stati occupati da rifugiati palestinesi espulsi dalle forze israeliane da Gerusalemme Ovest e dai suoi villaggi contigui fino a quando l'UNRWA e la Giordania hanno costruito il campo profughi di Shuafat, dove molti sono stati spostati, lasciando la maggior parte delle proprietà vuote di abitanti.
Nel 1968, dopo la Guerra dei Sei Giorni, Israele confiscò il 12%, compreso il quartiere ebraico e le aree adiacenti, della Città Vecchia per uso pubblico. Circa l'80% di queste infrastrutture confiscate consisteva in proprietà non di proprietà degli ebrei. Dopo la ricostruzione delle parti del quartiere distrutte prima del 1967, queste proprietà furono poi messe in vendita esclusivamente al pubblico israeliano ed ebraico. I precedenti proprietari per lo più hanno rifiutato il risarcimento, spesso perché le loro proprietà facevano parte di waqf islamici o familiari, che non possono essere messi in vendita. A partire dal 2005, la popolazione era di 2.348 abitanti. Molte grandi istituzioni educative hanno preso la loro residenza. Prima di essere ricostruito, il quartiere è stato accuratamente scavato sotto la supervisione dell'archeologo dell'Università Ebraica Nahman Avigad. I resti archeologici sono esposti in una serie di musei e parchi all'aperto, che i turisti possono visitare scendendo due o tre piani sotto il livello dell'attuale città. 
La sua popolazione era di 3.240 abitanti nel 2020.

### Quartiere Mughrabi

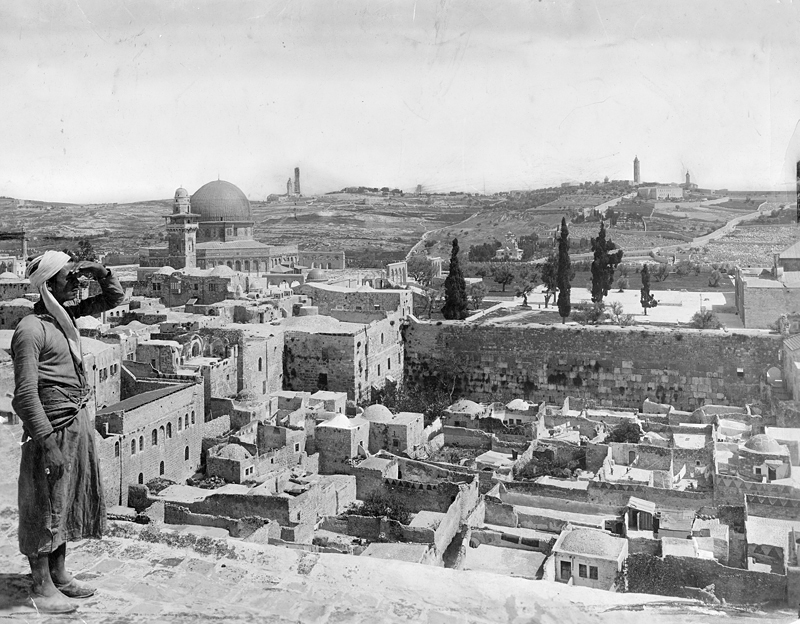
Il quartiere marocchino, ora demolito, nel 1917

In precedenza c'era un piccolo quartiere Mughrabi nella Città Vecchia. Entro una settimana dalla fine della Guerra dei Sei Giorni, il quartiere fu in gran parte distrutto per offrire ai visitatori un migliore accesso al Muro Occidentale creando la Piazza del Muro Occidentale. Le parti del quartiere che non sono state distrutte fanno ora parte del quartiere ebraico. Contemporaneamente alla demolizione, è stato messo in atto un nuovo regolamento in base al quale l'unico punto di accesso per i non musulmani al Monte del Tempio è attraverso la Porta dei Mori, che si raggiunge attraverso il cosiddetto Ponte Mughrabi.

## Le porte di Gerusalemme

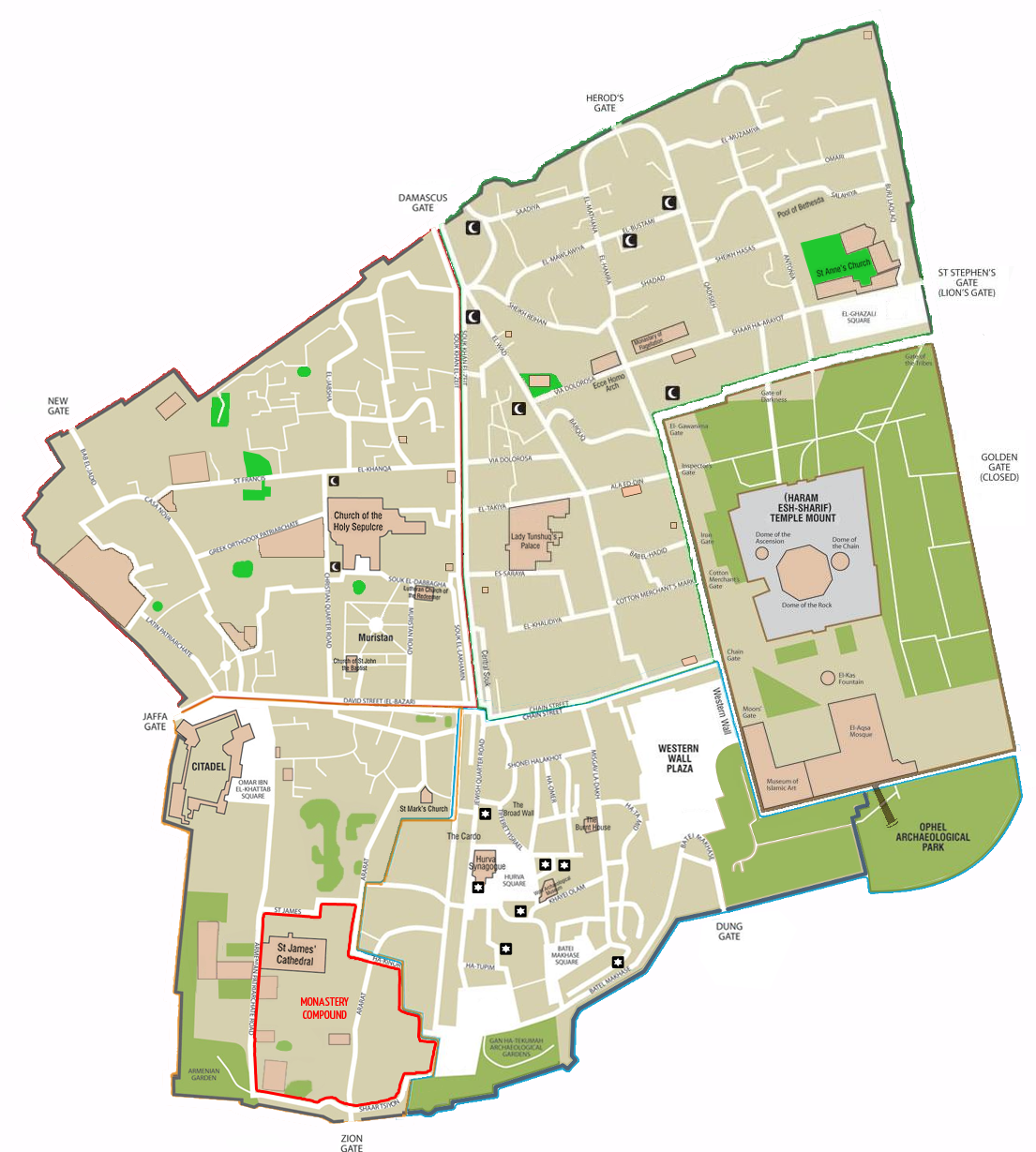
Pianta della Città Vecchia

Tradizionalmente, la città antica di Gerusalemme ha otto porte di accesso principali (di cui una murata), più un accesso minore:
- Porta Nuova (Sha'ar HéHadash o Bab al-Jedid)

Chiamata anche "porta di Hamid": è la porta più recente (fu costruita nel 1887) ed è situata nella parte occidentale delle mura a Nord.
- Porta di Damasco (Sha'ar Dameseq)

Chiamata anche "porta di Sichem" (Sha'ar Shechem), od ancora "porta del Pilastro (Bab al-Amoud): costruita nel 1537 è situata al centro delle mura a nord; da questa porta esce una strada che porta direttamente alla città di Sichem.
- Porta di Erode (Sha'ar Hordos)

Chiamata anche "porta dei Fiori" (Sha'ar HaPerachim) o "porta delle Pecore" (Bab-a-Sahairad): situata nella parte orientale delle mura a nord.
- Porta dei Leoni (Sha'ar Ha'ariot)

Chiamata anche "porta di Giosafat", "porta di Santa Maria" (Bab Sitt Miriam), "porta di Santo Stefano" o "porta delle Tribú": costruita tra il 1538 e il 1539 è situata nella parte nord delle mura ad est. Deve il suo nome al fatto di essere "inquadrata" da due animali scolpiti che fanno pensare a due leoni (ma si tratta in realtà di due leopardi).
- Porta d'Oro (Sha'ar Harahamim)

Chiamata anche "porta della Misericordia" od anche "porta della Vita eterna": costruita nel V secolo è situata al centro delle mura ad est. Secondo la tradizione ebraica, il Messia farà il suo ingresso a Gerusalemme tramite questa porta; fu murata nel XVI secolo per ordine di Solimano il Magnifico.
- Porta del Letame o delle immondizie

Chiamata anche "porta di Silwan" o "porta Mograbi": costruita tra il 1538 ed il 1540, è situata nella parte orientale delle mura sud; deve il suo nome al fatto che i detriti della Città vecchia passavano per questa porta.
- Porta dei Tintori (Sha'ar HaBursekaim)

Rappresenta un accesso minore quanto ad ampiezza ed importanza. Datata dal XIII secolo, è situata presso la porta delle Immondizie.
- Porta di Sion (Sha'ar Zion)

Chiamata anche "porta di Davide" poiché dà accesso al monte Sion ove si trova la tomba di Davide. È l'ingresso al quartiere ebraico: fu costruita nel 1540 ed è situata al centro delle mura sud.
- Porta di Giaffa (Sha'ar Yaffo)

Chiamata anche "porta degli Amici" (Bab al-Halil) o "porta della Torre di Davide": costruita tra il 1530 ed il 1540, è situata al centro delle mura ovest. Deve il suo nome al fatto che conduce direttamente alla città di Giaffa, a qualche chilometro da Tel Aviv.

### Altre porte, murate
- Porta di Huldah
- Porta di Susa (o "Porta di Chouchan") s'apre ad est del Monte del Tempio, verso la valle del Cedron ed il Monte degli Ulivi. Questa porta, citata nel Talmud non va confusa con la Porta d'Oro, che è più recente e che è sita più a nord.

### Altre aperture nelle mura
Una doppia porta che collega il Parco archeologico (Centro Davidson) all'Ophel.

### Immagini delle porte di Gerusalemme

Foto delle porte della Città vecchia di Gerusalemme
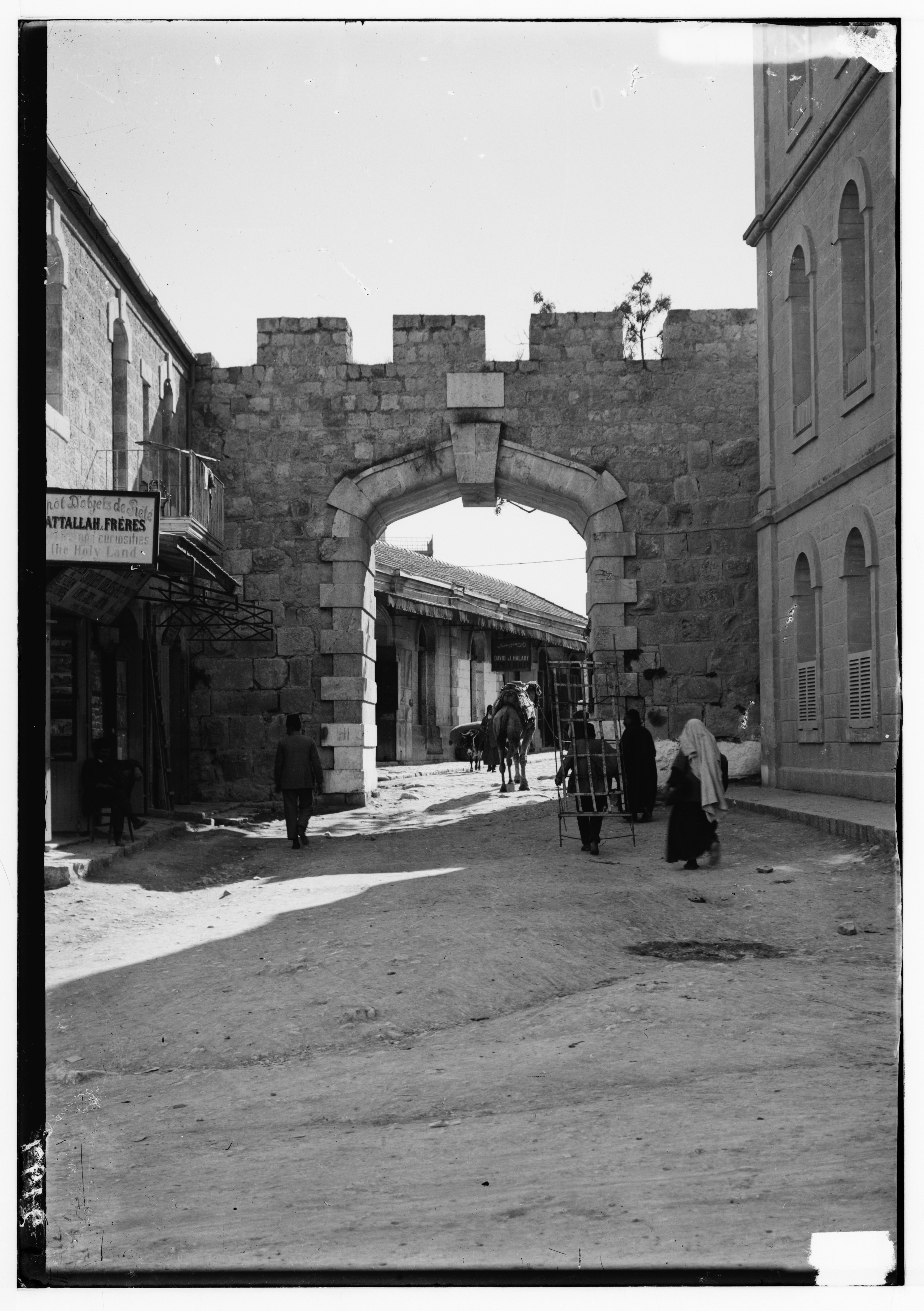
La Porta Nuova nel 1910
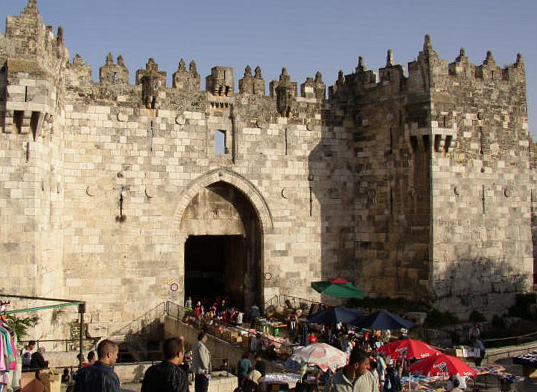
La Porta di Damasco
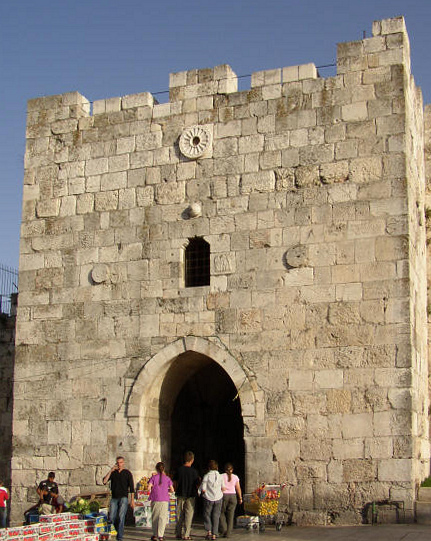
La Porta di Erode
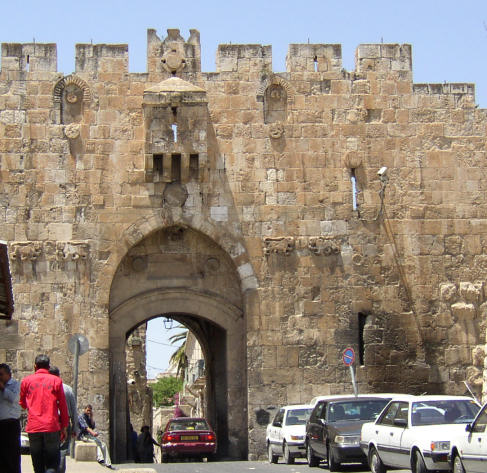
La Porta dei Leoni
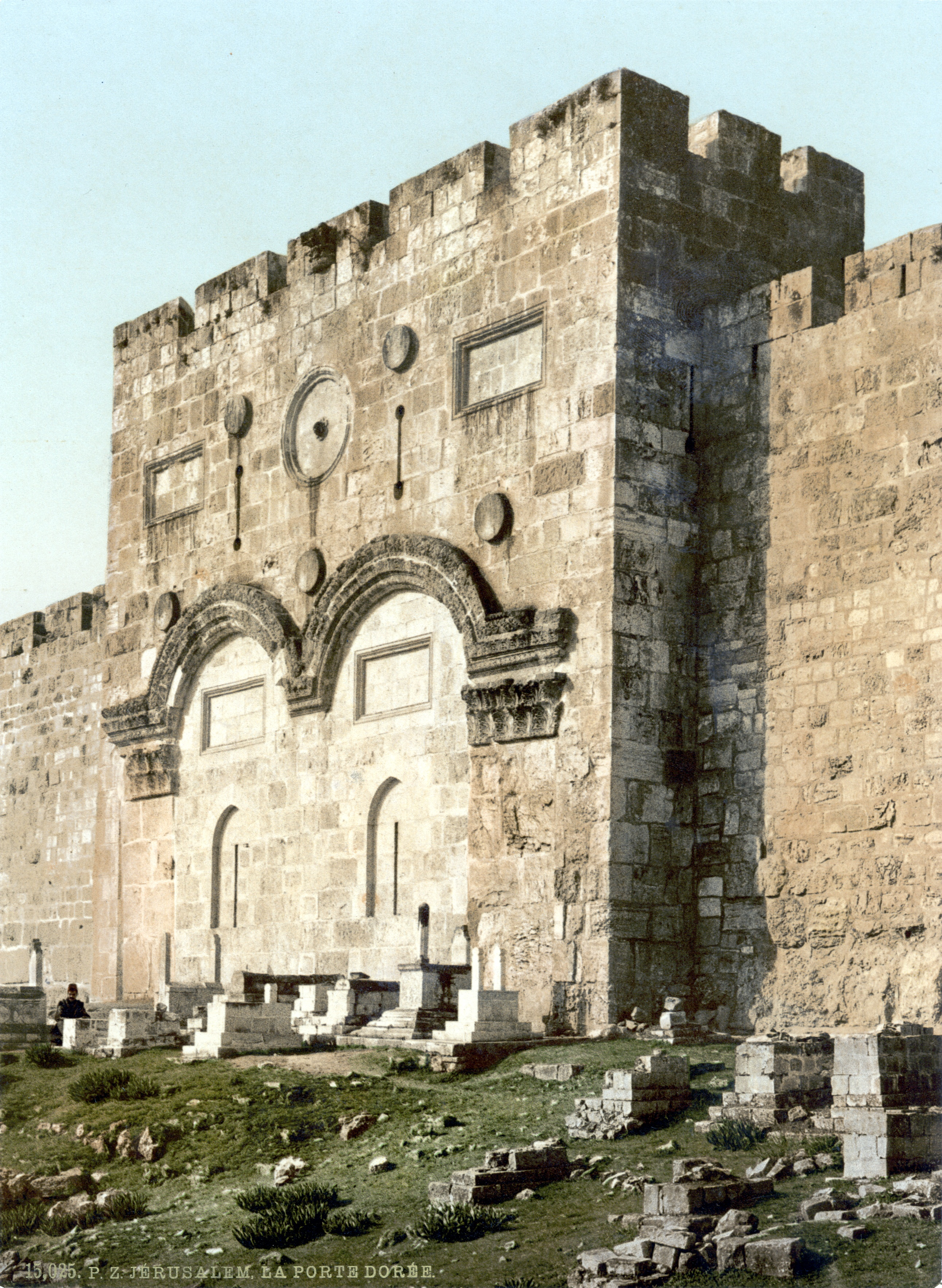
La Porta d'Oro nel 1900
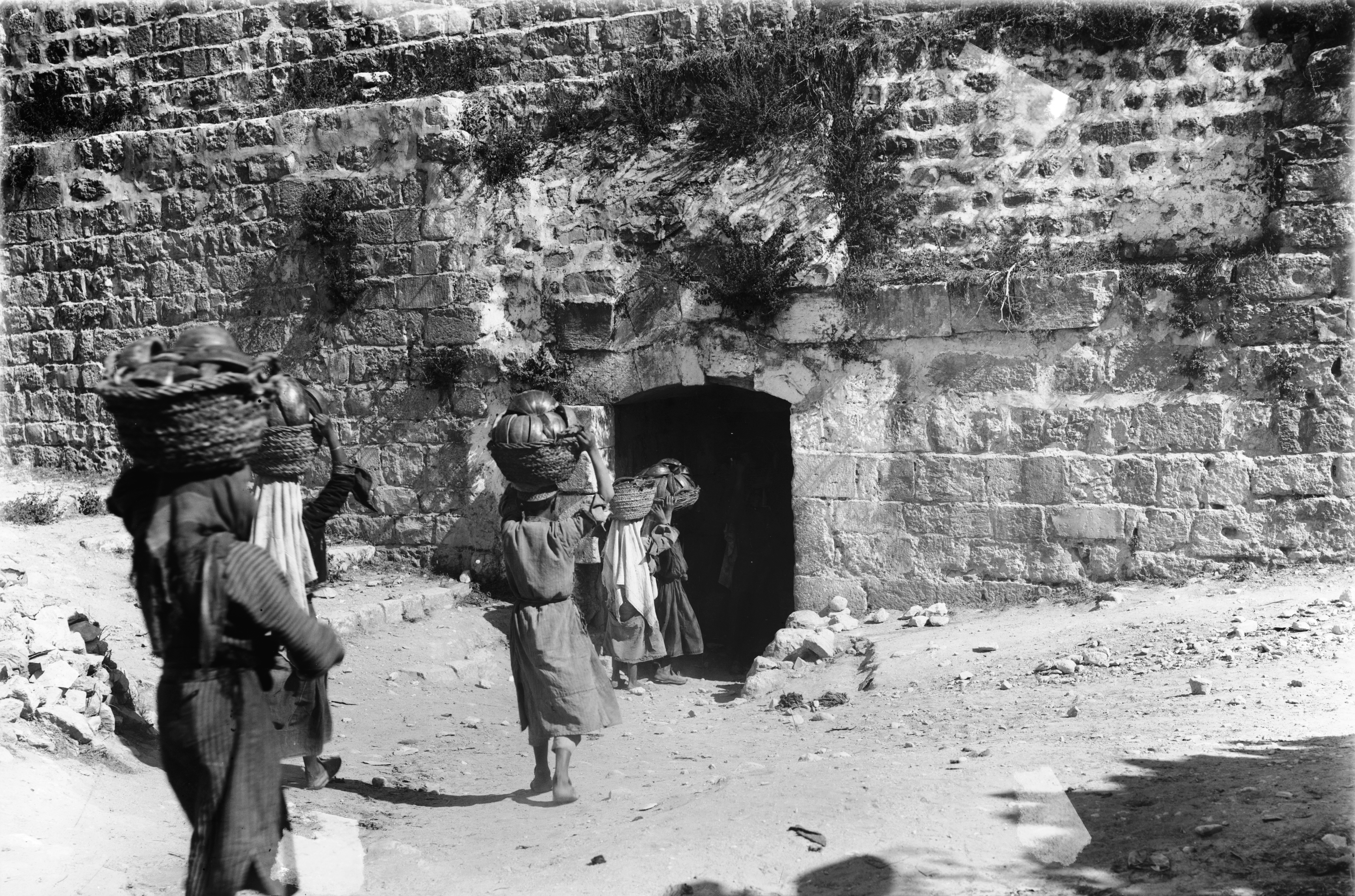
La Porta del Letame negli anni 1940 (ingrandita nel 1952)
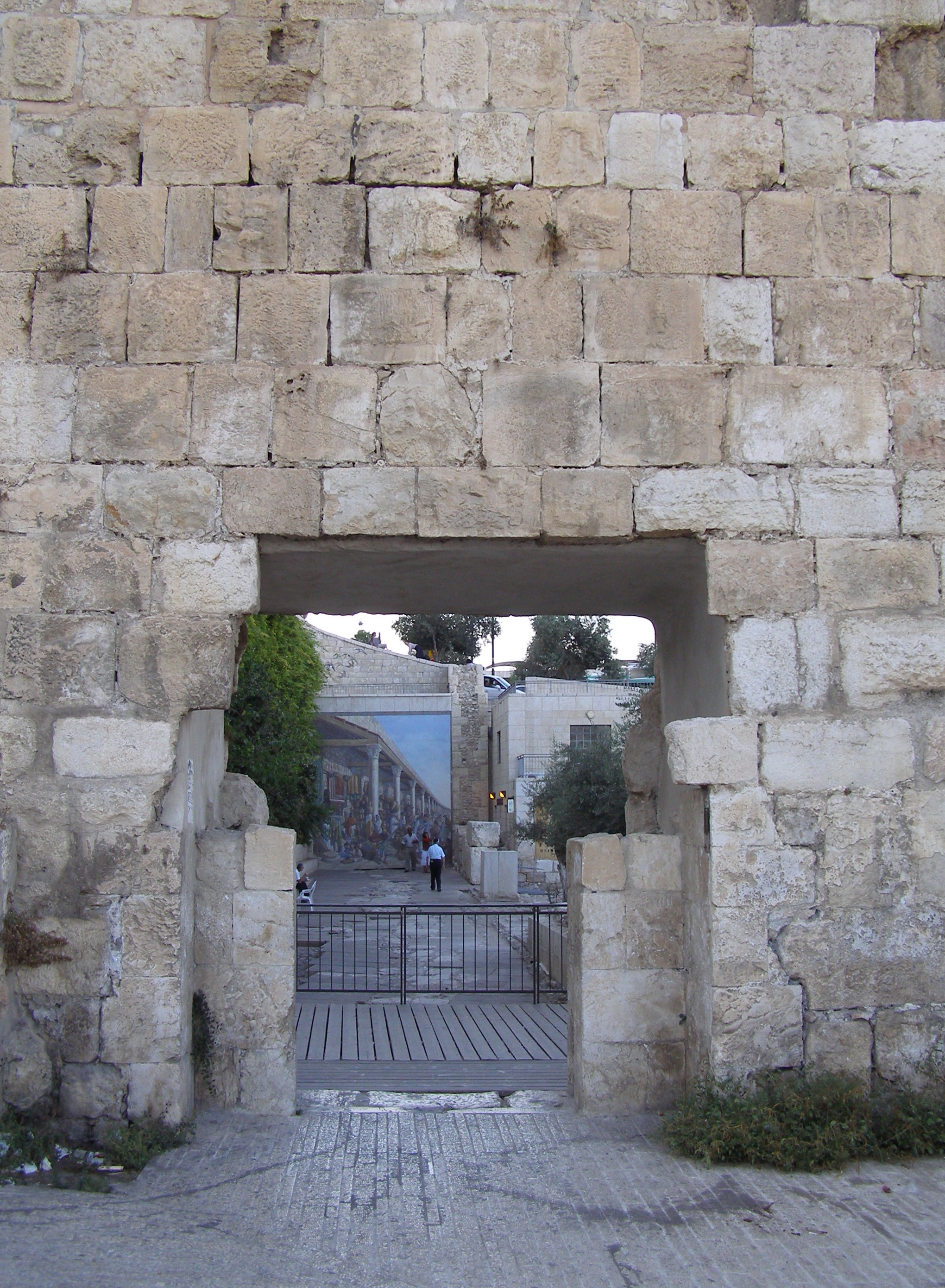
La Porta dei Tintori
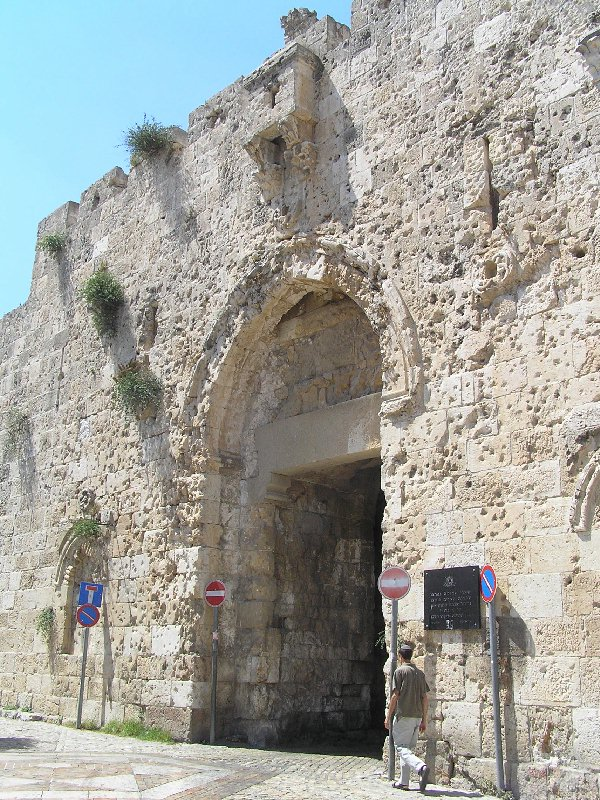
La Porta di Sion
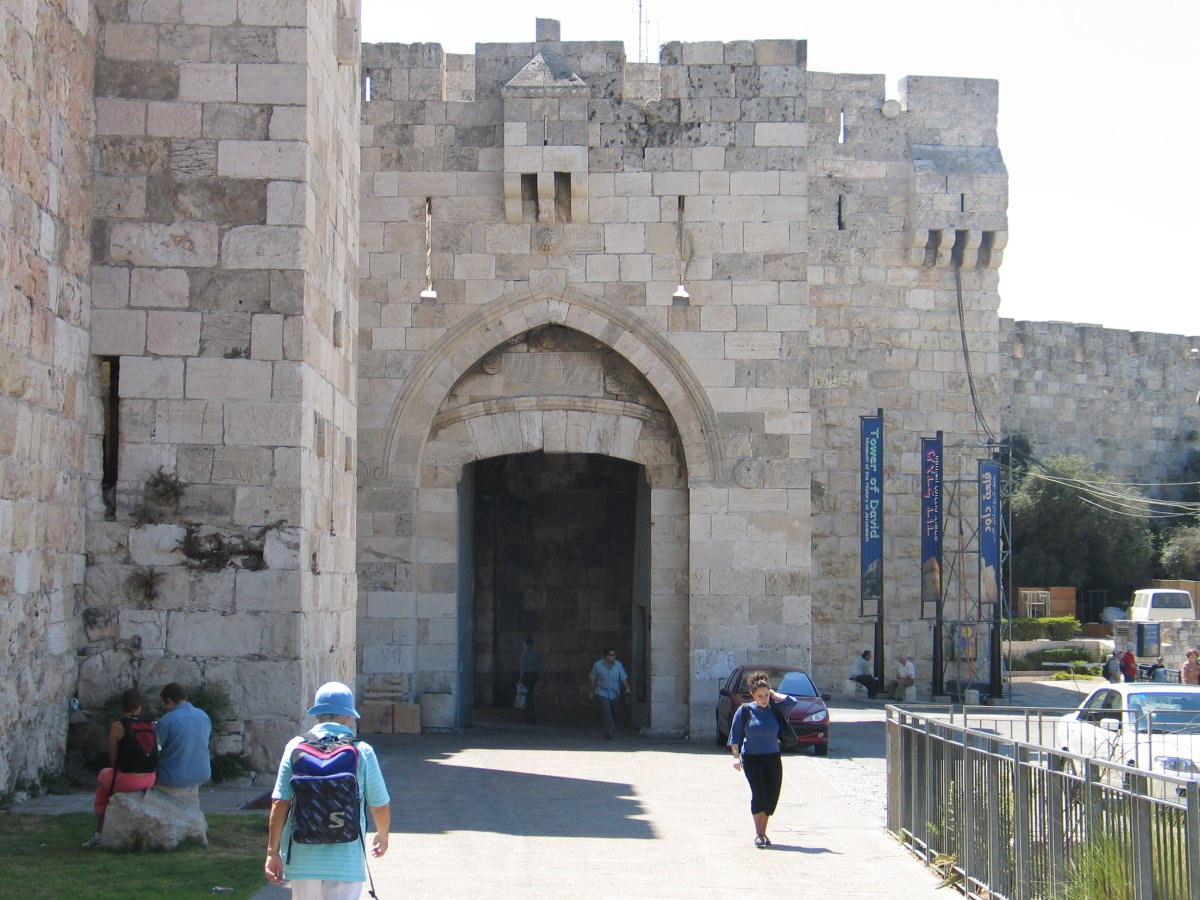
La Porta di Giaffa